# Lissochlora quotidiana
Lissochlora quotidiana là một loài bướm đêm trong họ Geometridae.